# Juan Manuel Azconzábal
Juan Manuel Azconzábal (Junín, Buenos Aires, 8 de septiembre de 1974) es un exfutbolista y actual entrenador argentino. Jugaba como defensor central. Actualmente dirige a Chacarita Juniors de la Primera Nacional.
Debutó en Estudiantes de La Plata y su último club fue Defensa y Justicia.  Es considerado como uno de los máximos ídolos modernos de Atlético Tucumán, habiendo ganado la Primera B Nacional en dos oportunidades, una como jugador, y otra como director técnico.

## Trayectoria

### Como jugador
Se inició como jugador en el Club Atlético Mariano Moreno de su ciudad natal. En 1991, fue miembro de la selección de fútbol de Argentina sub-17, que terminó en tercer lugar en el Mundial de Italia. Debutó en Estudiantes de La Plata en 1994, permaneciendo en este club hasta la temporada 2001-2002. En 2002 firmó para el equipo mexicano Estudiantes Tecos, en 2003 regresó a Argentina al Chacarita Juniors. Luego tuvo una carrera trotamundos, jugando en Universitario de Deportes del Perú donde compartió la defensa con Juan Manuel Vargas, Emelec de Ecuador, Banfield de Argentina, Independiente Medellín de Colombia, Rosario Central de Argentina, además de tener su paso por Europa en Las Palmas de España.
En el año 2008 volvió a Argentina, para jugar en Atlético Tucumán y posteriormente en Defensa y Justicia. En su carrera, jugó para once equipos distintos, disputando 363 partidos y marcando 15 goles.

### Como entrenador
Comenzó su carrera como entrenador en noviembre del 2011 dirigiendo a Estudiantes de La Plata, reemplazando interinamente al despedido DT Miguel Ángel Russo. Luego de un promisorio comienzo, "el Vasco" es confirmado como DT de Estudiantes, logrando mantenerse invicto en sus primeros catorce partidos. Sin embargo, una racha negativa en la que obtuvo un empate en cinco partidos le costó el puesto, renunciando a fines de abril de 2012.
En octubre de 2013 es contratado por el Club Atlético San Martín de San Juan, reemplazando a quien había armado el equipo, Daniel Garnero, para intentar volver a colocar al equipo sanjuanino en la máxima categoría. Llegó a dirigir 29 partidos, con 11 triunfos, 7 empates y 11 derrotas. Renunció en mayo de 2014, luego de una tensa relación con el plantel.
En el año 2014, luego de su paso por San Martín de San Juan, lo contrata Atlético Tucumán, equipo en el que como jugador fue partícipe del único ascenso a Primera de dicha institución. Asume a falta de 3 jornadas, tras sufrir tres derrotas consecutivas en el campeonato por el ascenso. Llevó al equipo a un partido definitorio, por el último lugar para ascender, contra el Club Atlético Huracán, partido que pierde en tiempo suplementario 4-1.
En la temporada 2015 continúa como DT del Decano.Arma el equipo, luego de una primera mitad terminando en la segunda posición, el equipo conducido por  "El Vasco" entendió el concepto de juego y ganó 11 de los últimos 13 partidos jugados (empató los dos restantes), alcanzando la primera posición, en condición de invicto en su cancha y así lograr su primer Título como Director Técnico y el Ascenso a Primera División del Gigante del norte, y en esta oportunidad como entrenador. Logra en ese torneo el 68% de efectividad. 
En el primer semestre del 2016 se disputó el Torneo de Transición de Primera División de 30 equipos y en donde Atlético Tucumán fue el equipo revelación del Torneo, terminando 3.º. en su grupo y 5.º. en la Tabla General. Ganó partidos muy importantes como frente a Racing Club, Boca Juniors de visitante y Huracán, que fortalecieron al equipo extendiendo un invicto de 32 partidos en condición de local. Tras su gran campaña, en noviembre de 2016 renunció al cargo.
En diciembre de 2016 fue anunciado como nuevo entrenador de Huracán. Luego del fin del torneo, y logrando el objetivo de salvar al equipo del descenso, fue despedido de su cargo. En mayo de 2018 es anunciado como el nuevo entrenador de Guaraní de la Primera División de Paraguay, sin embargo tras 3 meses en el cargo y con el equipo en 10° posición, fue despedido de su cargo.
En mayo de 2019 es anunciado como el nuevo estratega de Deportes Antofagasta de la Primera División de Chile, logrando sacar al equipo antofagastino de los puesto de descenso, por lo que en diciembre renovó su contrato por otra temporada más. En junio de 2020, tras llegar a un acuerdo económico, se desvinculó del equipo chileno, asumiendo la banca de Unión (Santa Fe) de su país natal. En mayo de 2021, es anunciada su salida del banco del tatengue.
En diciembre de 2021 se oficializa su regreso al banco de Atlético Tucumán. Su segundo ciclo terminó de común acuerdo en abril de 2022, luego de una sola victoria en 9 partidos. En junio de 2023, Binacional de Perú anuncia a Azconzábal como su nuevo adiestrador; sin embargo, tras un mes y medio dirigiendo al Poderoso del Sur, es anunciado su despido debido a los malos resultados.
En agosto de 2023, regresa al fútbol chileno para dirigir a O'Higgins. El 5 de mayo de 2024, luego una derrota como local por 0-5 ante Audax Italiano, en conferencia de prensa anunció una reunión con la dirigencia para determinar su futuro; al día siguiente, se anunció su despido.
El 10 de diciembre de 2024, asumió al frente de Chacarita Juniors.

## Estadísticas

### Como jugador
| Club                    | País      | Año       | PJ  | G  | Prom. |
| ----------------------- | --------- | --------- | --- | -- | ----- |
| Estudiantes de La Plata | Argentina | 1994-2002 | 189 | 7  | 0.04  |
| Estudiantes Tecos       | México    | 2002-2003 | 35  | 2  | 0.06  |
| Chacarita Juniors       | Argentina | 2003      | 17  | 0  | 0     |
| Universitario           | Perú      | 2004      | 10  | 0  | 0     |
| Emelec                  | Ecuador   | 2004      | 13  | 1  | 0.08  |
| Banfield                | Argentina | 2005      | 13  | 1  | 0.08  |
| Independiente Medellín  | Colombia  | 2005-2006 | 15  | 1  | 0.07  |
| Rosario Central         | Argentina | 2006-2007 | 30  | 0  | 0     |
| Las Palmas              | España    | 2008      | 2   | 0  | 0     |
| Atlético Tucumán        | Argentina | 2008-2010 | 38  | 3  | 0.08  |
| Defensa y Justicia      | Argentina | 2010      | 1   | 0  | 0     |
| Total                   | Total     | Total     | 363 | 15 | 0.04  |

### Como entrenador
| Equipo                       | Div.                | Temporada           | Liga | Liga | Liga | Liga |    | Copa | Copa | Copa | Copa |   | Internacional | Internacional | Internacional | Internacional |   | Otros | Otros | Otros | Otros |    | Totales     | Totales | Totales | Totales | Totales | Totales | Totales | Totales |
| Equipo                       | Div.                | Temporada           | PD   | G    | E    | P    | PD | G    | E    | P    | PD   | G | E             | P             | PD            | G             | E | P     | PD    | G     | E     | P  | Rendimiento | GF      | GC      | Dif.    |         |         |         |         |
| ---------------------------- | ------------------- | ------------------- | ---- | ---- | ---- | ---- | -- | ---- | ---- | ---- | ---- | - | ------------- | ------------- | ------------- | ------------- | - | ----- | ----- | ----- | ----- | -- | ----------- | ------- | ------- | ------- | ------- | ------- | ------- | ------- |
| Estudiantes Argentina        | 1.ª                 | 2011-12             | 17   | 8    | 5    | 4    | 2  | 1    | 1    | 0    | -    | - | -             | -             | -             | -             | - | -     | 19    | 9     | 6     | 4  | 57.9%       | 25      | 19      | +6      |         |         |         |         |
| Estudiantes Argentina        | Total               | Total               | 17   | 8    | 5    | 4    | 2  | 1    | 1    | 0    | -    | - | -             | -             | -             | -             | - | -     | 19    | 9     | 6     | 4  | 57.9%       | 25      | 19      | +6      |         |         |         |         |
| San Martín (SJ) Argentina    | 2.ª                 | 2013-14             | 27   | 9    | 7    | 11   | 1  | 1    | 0    | 0    | -    | - | -             | -             | -             | -             | - | -     | 28    | 10    | 7     | 11 | 44.04%      | 33      | 38      | -5      |         |         |         |         |
| San Martín (SJ) Argentina    | Total               | Total               | 27   | 9    | 7    | 11   | 1  | 1    | 0    | 0    | -    | - | -             | -             | -             | -             | - | -     | 28    | 10    | 7     | 11 | 44.04%      | 33      | 38      | -5      |         |         |         |         |
| Atlético Tucumán Argentina   | 2.ª                 | 2014                | 4    | 2    | 1    | 1    | -  | -    | -    | -    | -    | - | -             | -             | -             | -             | - | -     | 4     | 2     | 1     | 1  | 58.33%      | 7       | 6       | +1      |         |         |         |         |
| Atlético Tucumán Argentina   | 2.ª                 | 2015                | 42   | 24   | 13   | 5    | 1  | 0    | 0    | 1    | -    | - | -             | -             | -             | -             | - | -     | 43    | 24    | 13    | 6  | 65.89%      | 69      | 33      | +36     |         |         |         |         |
| Atlético Tucumán Argentina   | 1.ª                 | 2016                | 16   | 9    | 3    | 4    | 1  | 0    | 0    | 1    | -    | - | -             | -             | -             | -             | - | -     | 17    | 9     | 3     | 5  | 58.82%      | 26      | 20      | +6      |         |         |         |         |
| Atlético Tucumán Argentina   | 1.ª                 | 2016-17             | 13   | 5    | 3    | 5    | -  | -    | -    | -    | -    | - | -             | -             | -             | -             | - | -     | 13    | 5     | 3     | 5  | 46.15%      | 16      | 15      | +1      |         |         |         |         |
| Huracán Argentina            | 1.ª                 | 2016-17             | 16   | 4    | 6    | 6    | 1  | 0    | 1    | 0    | 2    | 1 | 0             | 1             | -             | -             | - | -     | 19    | 5     | 7     | 7  | 38.6%       | 20      | 20      | +0      |         |         |         |         |
| Huracán Argentina            | Total               | Total               | 16   | 4    | 6    | 6    | 1  | 0    | 1    | 0    | 2    | 1 | 0             | 1             | -             | -             | - | -     | 19    | 5     | 7     | 7  | 38.6%       | 20      | 20      | +0      |         |         |         |         |
| Guaraní Paraguay             | 1.ª                 | 2018-C              | 9    | 2    | 3    | 4    | 1  | 0    | 1    | 0    | -    | - | -             | -             | -             | -             | - | -     | 10    | 2     | 4     | 4  | 33.33%      | 8       | 15      | -7      |         |         |         |         |
| Guaraní Paraguay             | Total               | Total               | 9    | 2    | 3    | 4    | 1  | 0    | 1    | 0    | -    | - | -             | -             | -             | -             | - | -     | 10    | 2     | 4     | 4  | 33.33%      | 8       | 15      | -7      |         |         |         |         |
| Deportes Antofagasta · Chile | 1.ª                 | 2019                | 10   | 5    | 2    | 3    | 2  | 1    | 0    | 1    | -    | - | -             | -             | -             | -             | - | -     | 12    | 6     | 2     | 4  | 55.56%      | 24      | 18      | +6      |         |         |         |         |
| Deportes Antofagasta · Chile | 1.ª                 | 2020                | 7    | 3    | 3    | 1    | -  | -    | -    | -    | -    | - | -             | -             | -             | -             | - | -     | 7     | 3     | 3     | 1  | 57.15%      | 12      | 7       | +5      |         |         |         |         |
| Deportes Antofagasta · Chile | Total               | Total               | 17   | 8    | 5    | 4    | 2  | 1    | 0    | 1    | -    | - | -             | -             | -             | -             | - | -     | 19    | 9     | 5     | 5  | 56.14%      | 36      | 25      | +11     |         |         |         |         |
| Unión Argentina              | 1.ª                 | 2019-20             | -    | -    | -    | -    | 11 | 4    | 2    | 5    | 4    | 1 | 1             | 2             | -             | -             | - | -     | 15    | 5     | 3     | 7  | 40%         | 20      | 22      | -2      |         |         |         |         |
| Unión Argentina              | 1.ª                 | 2021                | 12   | 3    | 3    | 6    | 13 | 4    | 7    | 2    | -    | - | -             | -             | -             | -             | - | -     | 25    | 7     | 10    | 8  | 41.33%      | 22      | 31      | -9      |         |         |         |         |
| Unión Argentina              | Total               | Total               | 12   | 3    | 3    | 6    | 24 | 8    | 9    | 7    | 4    | 1 | 1             | 2             | -             | -             | - | -     | 40    | 12    | 13    | 15 | 40.83%      | 42      | 53      | -11     |         |         |         |         |
| Atlético Tucumán Argentina   | 1.ª                 | 2022                | -    | -    | -    | -    | 9  | 1    | 2    | 6    | -    | - | -             | -             | -             | -             | - | -     | 9     | 1     | 2     | 6  | 18.52%      | 5       | 16      | -11     |         |         |         |         |
| Atlético Tucumán Argentina   | Total               | Total               | 75   | 40   | 20   | 15   | 11 | 1    | 2    | 8    | -    | - | -             | -             | -             | -             | - | -     | 86    | 41    | 22    | 23 | 56.2%       | 123     | 90      | +33     |         |         |         |         |
| Binacional · Perú            | 1.ª                 | 2023                | 5    | 1    | 0    | 4    | -  | -    | -    | -    | -    | - | -             | -             | -             | -             | - | -     | 5     | 1     | 0     | 4  | 20%         | 6       | 15      | -9      |         |         |         |         |
| Binacional · Perú            | Total               | Total               | 5    | 1    | 0    | 4    | -  | -    | -    | -    | -    | - | -             | -             | -             | -             | - | -     | 5     | 1     | 0     | 4  | 20%         | 6       | 15      | -9      |         |         |         |         |
| O'Higgins · Chile            | 1.ª                 | 2023                | 11   | 4    | 3    | 4    | 2  | 1    | 0    | 1    | -    | - | -             | -             | -             | -             | - | -     | 13    | 5     | 3     | 5  | 46.15%      | 21      | 19      | +2      |         |         |         |         |
| O'Higgins · Chile            | 1.ª                 | 2024                | 11   | 4    | 2    | 5    | -  | -    | -    | -    | -    | - | -             | -             | -             | -             | - | -     | 11    | 4     | 2     | 5  | 42.42%      | 11      | 18      | -7      |         |         |         |         |
| O'Higgins · Chile            | Total               | Total               | 22   | 8    | 5    | 9    | 2  | 1    | 0    | 1    | -    | - | -             | -             | -             | -             | - | -     | 24    | 9     | 5     | 10 | 44.44%      | 32      | 37      | -5      |         |         |         |         |
| Chacarita Juniors Argentina  | 2.ª                 | 2025                | 25   | 11   | 8    | 6    | 0  | 0    | 0    | 0    | -    | - | -             | -             | -             | -             | - | -     | 25    | 11    | 8     | 6  | 54.67%      | 30      | 20      | +10     |         |         |         |         |
| Chacarita Juniors Argentina  | Total               | Total               | 25   | 11   | 8    | 6    | 0  | 0    | 0    | 0    | -    | - | -             | -             | -             | -             | - | -     | 25    | 11    | 8     | 6  | 54.67%      | 30      | 20      | +10     |         |         |         |         |
| Total en su carrera          | Total en su carrera | Total en su carrera | 225  | 94   | 62   | 69   | 44 | 13   | 14   | 17   | 6    | 2 | 1             | 3             | -             | -             | - | -     | 275   | 109   | 77    | 89 | 48.97%      | 355     | 332     | +23     |         |         |         |         |
| 1. 2.                        |                     |                     |      |      |      |      |    |      |      |      |      |   |               |               |               |               |   |       |       |       |       |    |             |         |         |         |         |         |         |         |

#### Resumen estadístico
| Competición                   | Partidos | Ganados | Empatados | Perdidos | %      |
| ----------------------------- | -------- | ------- | --------- | -------- | ------ |
| Primera B Nacional            | 97       | 45      | 29        | 23       | 56.36% |
| Primera División de Argentina | 75       | 30      | 20        | 25       | 48.89% |
| Copa Argentina                | 6        | 2       | 2         | 2        | 44.44% |
| Copa de la Liga Profesional   | 33       | 9       | 11        | 13       | 38.38% |
| Primera División de Paraguay  | 9        | 2       | 3         | 4        | 33.33% |
| Copa Paraguay                 | 1        | 0       | 1         | 0        | 33.33% |
| Primera División de Chile     | 39       | 16      | 10        | 13       | 49.58% |
| Copa Chile                    | 4        | 2       | 0         | 2        | 50%    |
| Primera División del Perú     | 5        | 1       | 0         | 4        | 20%    |
| Copa Sudamericana             | 6        | 2       | 1         | 3        | 38.89% |
| TOTAL                         | 275      | 109     | 77        | 89       | 48.97% |

## Palmarés

### Como jugador
| Título             | Club                    | País      | Año  |
| ------------------ | ----------------------- | --------- | ---- |
| Primera B Nacional | Estudiantes de La Plata | Argentina | 1995 |
| Primera B Nacional | Atlético Tucumán        | Argentina | 2009 |

### Como entrenador
| Título             | Club             | País      | Año  |
| ------------------ | ---------------- | --------- | ---- |
| Primera B Nacional | Atlético Tucumán | Argentina | 2015 |